# ادلا دمتیا
ادلا دمتیا (متولد ۱۹۸۴ در تیرانا) یک متصدی هنری مستقل آلبانیایی است.
او از سال ۲۰۱۰، کارگردان هنری در مؤسسه هنری تیرانا - مرکز هنرهای معاصر تیرانای آلبانی، است. او پیش از این به عنوان مدیریت تولیدات هنری مشغول به کار بود.

## تحصیلات
دمتیا فارغ‌التحصیل مدرسه عالی هنری استیداسکول و دانشگاه گوته فرانکفورت، در شهر فرانکفورت آم ماین، آلمان، با مدرک کارشناسی ارشد در رشته مطالعات کیوریتوری و انتقادی می‌باشد.
آموزش هنرهای زیبا در آکادمی هنر در تیرانا، و در کالج طراحی، واقع در کارلسروهه، آلمان باعث شد دمیتا یک نقاش شود.

## حرفه
از آنجا که دمیتا یکی از بنیانگذاران مؤسسه هنر تیرانا بود، نمایشگاه‌های مختلف هنرهای معاصر را در مکان‌های مختلف در اطراف تیرانا برگزار و مدیریت کرده‌است.
مؤسسه هنری تیرانا از سال ۲۰۱۴ توسط دفتر نمایشگاهی چند منظوره واقع در مرکز تیرانا مدیریت می‌گردد. این دفتر همچنین میزبان یک کتابخانه عمومی از کتاب‌های مرجع انگلیسی، آلبانیایی و ایتالیایی، کاتالوگ‌های هنرمندان، انتشارات در زمینه نقد و بررسی هنر، و همچنین مجموعه ای از مجلات هنری بین‌المللی است. دسترسی عموم به کتابخانه تیرانا آزاد است.

### فعالیت‌ها
- ۲۰۰۷–۲۰۰۸ – دمیتا در سالهای ۲۰۰۷ تا ۲۰۰۸، به عنوان یکی از اعضای بنیاد رابرت بوش در «مدیریت فرهنگی اروپای مرکزی و شرقی»، متصدی مهمانان در گالری هنری لورن ۱۳ متعلق به شهرداری مونیخ بود. او مسئولیت برگزاری تعدادی از نمایشگاه‌ها و رویدادهای بین‌المللی در کشورهای مختلف اروپایی را بر عهده داشت.

### نمایشگاه‌ها
از جمله نمایشگاه‌های انفرادی دمیتا می‌توان موارد زیر را نام برد:
- دمیر اوکو
- آرماندو لولاج

دمیتا نمایشگاه‌های گروهی زیر را سرپرستی کرده‌است:
- در سال ۲۰۰۹: بازخورد ۱۹۸۹ همراه با رولاند آلبرشت، استفان بالکنهول، نیکولین بوجاری، اوروش جوریک، جاکوپ فری، دریتون هاجردینی، جولیا کیسینا، لدیا کوستندینی، پتریت کومی، آرماندو لولای، ایستوان لازلو، جین لیه منفلدر، پگی، پگی آ میندا، جولی ندوسی، آلکتا راماج، آلبرشت شافر، زوزانا اسکیبا، کامن استویانوف، گابریلا ولانتی
- در سال ۲۰۱۲: زیبایی‌شناسی کارهای کوچک همراه با آرماندو لولاج، آت پومتانگون، ینس هانینگ، کارملو برمجو، فلاکا هالیتی، لانا چماجکانین
- در سال ۲۰۱۲: صدای حقیقت همراه با آدریان پاسی، ایبرو حسنوویچ، دامیر اوکو)

## زندگی شخصی
محل زندگی و کار دمیتا در تیرانا و فرانکفورت آم ماین زندگی و کار می‌باشد.
- هنر آلبانیایی
- فهرست نقاشان آلبانیایی
- لیست افراد اهل فرانکفورت
- لیست افراد اهل تیرانا